# Schrei am Abgrund
Schrei am Abgrund (Verweistitel: Blick in den Abgrund oder Schrei vor dem Abgrund, Originaltitel: Small Sacrifices) ist ein US-amerikanisch-kanadisches Filmdrama aus dem Jahr 1989 von David Greene, geschrieben von Joyce Eliason. Der Fernsehfilm basiert auf dem im Original gleichnamigen True-Crime-Bestseller von Ann Rule.
Der Film handelt von Diane Downs und dem Mord und versuchten Mord an ihren drei Kindern. Farrah Fawcett spielt dabei die Hauptrolle. Der Film wurde am 12. November 1989 auf ABC uraufgeführt.

## Handlung
Am 19. Mai 1983 gegen 22:48 Uhr fuhr Diane Downs mit einer Schusswunde am Arm zum McKenzie-Willamette-Krankenhaus in Springfield, Oregon. Sie behauptete, dass ein unbekannter Angreifer versucht habe, sie zu fesseln und ihre drei Kinder zu erschießen: Karen (8), Shauna, (7) und Robby (3). Shauna war bereits bei der Ankunft im Krankenhaus tot, Dianes Sohn war von der Brust abwärts gelähmt und die älteste Tochter Karen überlebte schwer verletzt. Nach einem vorübergehenden Sprachverlust, aufgrund eines Schlaganfalls nach der Schießerei, erholte sie sich ausreichend, um gegen ihre Mutter auszusagen.
Nach einer Untersuchung wird vom Staatsanwalt Frank Joziak festgestellt, dass Diane tatsächlich die Täterin ist. Um eine Beziehung mit dem verheirateten Mann Lew Lewiston, der keine Kinder haben wollte und der im Begriff war sich von seiner Frau zu trennen, eingehen zu können, hatte sie versucht ihre Kinder loszuwerden. Sie wird in Untersuchungshaft genommen und landete vor Gericht. Dort sagen sowohl ihre Tochter als auch Lew gegen sie aus, als ihm klar wird, was Diane getan hat und warum. Dabei wird klar, dass er wegen der Ereignisse sich mit seiner Frau wieder versöhnt hat. Schließlich wird Diane vom Psychiater vor Gericht als Soziopath eingestuft.
Von den Geschworenen wird Diane Downs wegen Mordes, versuchten Mordes und Körperverletzung an ihren Kindern vom Richter zu lebenslanger Haft in einem Hochsicherheitsgefängnis verurteilt. Ihre beiden überlebenden Kinder werden dann von Frank Joziak und seiner Frau Lola adoptiert und haben bei ihnen ein glückliches Leben.

## Rezeption
TV Today findet der Film habe eine „brisante Story“ und sei „gut erzählt und prominent besetzt“. TV Spielfilm schreibt, Farrah sei „fast überirdisch gut“. Dem gegenüber beschreibt der Filmdienst den Film als „eine leicht zu durchschauende Fernsehproduktion, die sich zum Ende einer immer monströseren Psychologisierung“ bediene, um „die Täterin als Opfer einer unglücklichen Kindheit auszuweisen“. Auch Farrah Fawcett, die „das unzureichende Klischeebild einer Soziopathin“ liefere, sei „enttäuschend“.
Der Fernsehfilm wurde 1990 sowohl für den Golden Globe als auch für den Emmy jeweils als beste Miniserie oder bester Fernsehfilm nominiert. Hauptdarstellerin Farrah Fawcett erhielt bei beiden Preisverleihungen jeweils eine Nominierung für die beste Hauptrolle in einer Miniserie oder einem Fernsehfilm.